# Foreste di sclerofille e semidecidue dell'Italia
Le foreste di sclerofille e semidecidue dell'Italia sono una ecoregione terrestre della ecozona paleartica appartenente al bioma delle foreste, boschi e macchie mediterranei (codice ecoregione: PA1211), che si sviluppa sulla maggior parte della penisola italiana per circa 102000 km². La regione è caratterizzata da una flora e fauna molto varie e da elevati livelli di endemismo.
Lo stato di conservazione è considerato in pericolo critico.
La regione fa parte della ecoregione globale 123 Formazioni forestali mediterranee, inclusa nella lista Global 200.

## Territorio
L'ecoregione copre la maggior parte della penisola italiana, escludendo la Pianura Padana, la penisola calabra, la penisola salentina e le parti più alte degli Appennini. Una piccola parte della regione si estende anche in Francia, lungo la parte orientale della Costa Azzurra fra Mentone e Cannes, comprendendo quindi anche il Principato di Monaco. Ne costituiscono una gran parte del territorio i monti del Subappennino e dell'Antiappennino toscano, laziale, campano e apulo-garganico, compresi il Gargano e le Murge. 
È bene precisare che tale ecoregione, in termini di nomenclatura, è poco rappresentativa delle aree collinari di Emilia-Romagna, Piemonte e di alcune zone interne del Centro Italia, luoghi che presentano un bioma tipicamente deciduo-temperato e non mediterraneo semideciduo.
Il clima della regione è caratterizzato da un forte gradiente altitudinale. Le quote più basse hanno un clima caldo e umido, con temperatura media annua di circa 14-17 °C, mentre alle quote più alte si registra un clima freddo e umido, con temperatura media annuale di 9-13 °C. Gli inverni sono rigidi, con abbondanti nevicate. Le cime più alte sono: il Monte Pisanino (1946 m) nelle Alpi Apuane, il Monte Amiata (1738 m) nell'Antiappennino toscano e il Monte Guadagnolo (1218 m) nei Monti Prenestini. Nella regione si trova il più grande lago dell'Italia peninsulare, il lago Trasimeno, di origine tettonica. Sono inoltre presenti molti laghi di origine vulcanica: Bolsena, Bracciano, Vico, Albano.

## Flora
La copertura forestale della regione è diversificata in funzione dell'altitudine e della latitudine.
Le quote più basse dell'Italia centro-meridionale sono caratterizzate dalla predominanza di foreste di sclerofille sempreverdi (leccio soprattutto sui pendii calcarei rocciosi e quercia da sughero sui terreni vulcanici) mescolate a latifoglie (roverella, orniello, carpino nero e bagolaro). Esemplari relitti dell'albero di Giuda si trovano spesso su substrati calcarei nella parte centrale delle pendici tirreniche dell'Appennino, insieme a specie caducifoglie come la roverella, l'acero minore, il carpino orientale e il biancospino. Questo per quanto riguarda la parte peninsulare dell'ecoregione: infatti, al Nord, le foreste di latifoglie decidue si sviluppano fin dalla pianura e le specie sclerofille sono un'eccezione; gli alberi predominanti sulle colline di Emilia-Romagna e Piemonte sono le roverelle (Quercus pubescens) sui versanti meridionali, mentre sui versanti settentrionali abbondano i carpini neri (Ostrya carpinifolia) e gli aceri (Acer campestre, Acer opalus, Acer pseudoplatanus), mentre l'orniello (Fraxinus ornus) è presente su tutti i versanti. Non mancano, seppur localizzati, la rovere (Quercus petraea) e il carpino bianco (Carpinus betulus). Nelle zone più elevate di queste località si riscontrano castagni (Castanea sativa), cerri (Quercus cerris) e si trovano i primi faggi (Fagus sylvatica) di bassa quota. Questo dimostra la maggiore coerenza nell'includere questa porzione di territorio in un'ecoregione a sé stante, o comunque nell'ambito delle foreste di latifoglie e foreste miste temperate e non delle formazioni forestali mediterranee. 
Alle medie altitudini si osserva una predominanza di boschi misti di latifoglie: cerro, roverella, farnetto, castagno e carpino nero.
Le altitudini più elevate sono caratterizzate da estesi boschi misti di latifoglie in cui il faggio costituisce la specie dominante. Altre specie ben conservate includono: acero di monte, acero d'Ungheria, la specie endemica acero lobato, il sorbo montano, il sorbo degli uccellatori, il sorbo ciavardello, l'olmo montano, il tiglio nostrano, il pioppo tremulo, l'agrifoglio e il tasso (Taxus baccata). L'agrifoglio e il tasso sono particolarmente abbondanti in alcune zone di montagna, come la penisola del Gargano (Foresta Umbra). La specie relitta dell'abete bianco è presente in alcune aree dell'Appennino.

## Fauna
L'ecoregione presenta una notevole diversità faunistica, con oltre 40 specie di mammiferi presenti, tra cui importanti popolazioni di grandi carnivori minacciati. La regione ospita infatti la più grande popolazione italiana (circa 60 esemplari) dell'orso bruno marsicano (ad alto rischio di estinzione) e del lupo italiano. Tra gli altri mammiferi di rilievo figurano il capriolo, la specie endemica del camoscio d'Abruzzo, il gatto selvatico, il cervo nobile, l'istrice, la martora e la faina. Esemplari di lontra sono ancora presenti in alcuni torrenti e laghi di montagna.
Nella regione sono presenti oltre 150 specie di uccelli, tra cui il falco pecchiaiolo e l'aquila reale. Recentemente è stato reintrodotto il grifone nella zona del Monte Velino.
Specie endemiche di anfibi distribuite su tutti gli Appennini sono: la Salamandrina terdigitata, il tritone italiano, la Rana italica, e la salamandra pezzata gigliolii.
Fra i rettili presenti nella regione si trovano l'algiroide nano, la lucertola tirrenica e la lucertola campestre.
Sono inoltre state registrate numerose specie di farfalle (Lepidoptera), con circa 116 specie diurne e 700 specie notturne.

## Popolazione
La popolazione umana della regione è relativamente bassa e concentrata nelle grandi città, nelle valli montane e nelle zone costiere.

## Conservazione

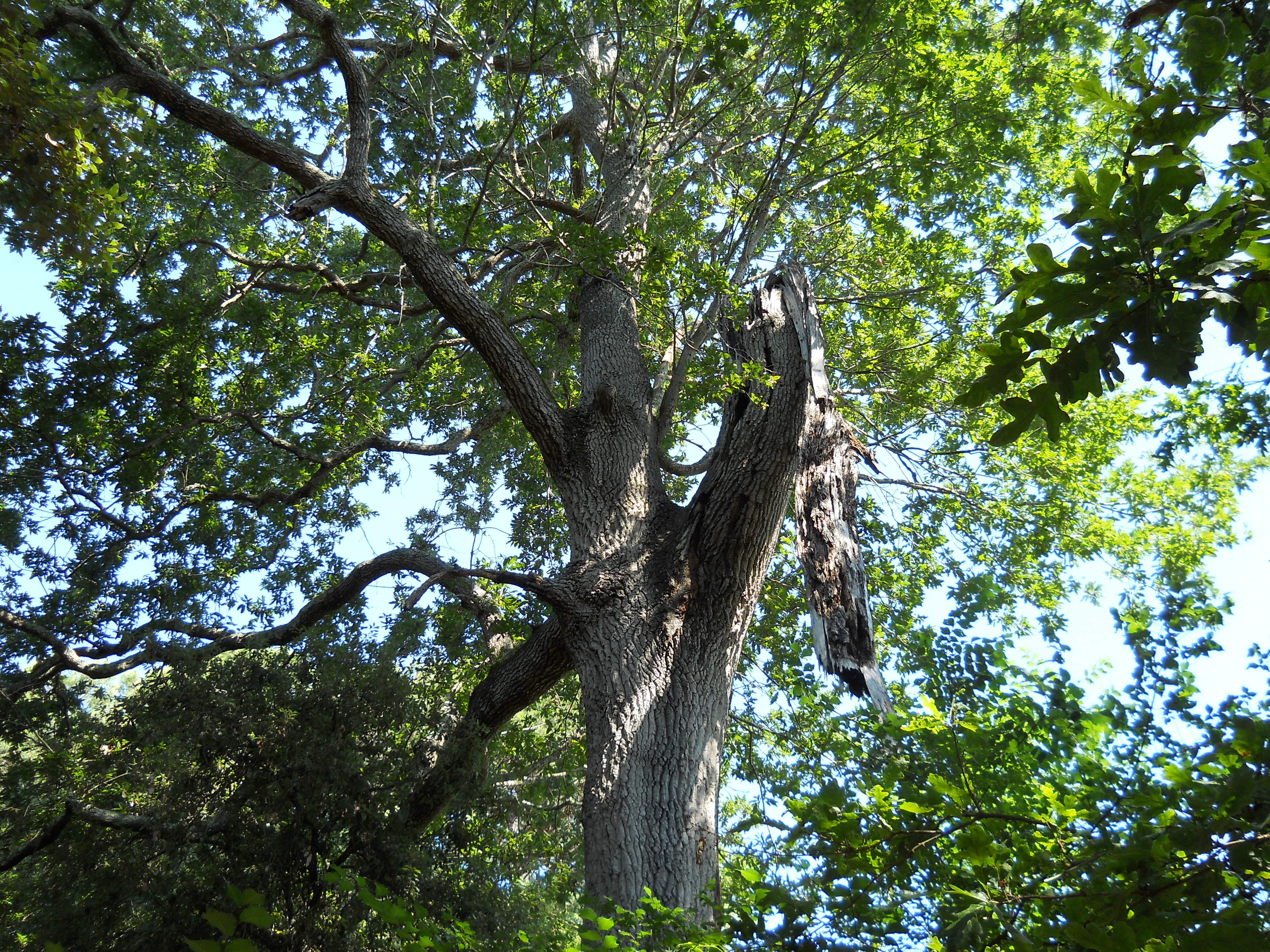
Vegetazione nel parco naturale di Migliarino, San Rossore, Massaciuccoli

Anche se la deforestazione non è stata molto intensa all'interno dell'ecoregione, permane un alto potenziale di impatto antropico, soprattutto a causa dei sistemi inadeguati di gestione forestale, della fitta rete di strade e della presenza di un gran numero di stazioni sciistiche. Una combinazione di fattori climatici e geomorfologici ha aumentato nel tempo il rischio di incendi boschivi. Le cause sono generalmente riconducibili a incendi agricoli sfuggiti al controllo, a incendi accidentali causati da imprudenza in aree ricreative o, in alcuni casi, a incendi dolosi per motivi di lucro o vandalismo.
L'ecoregione è dotata di una buona rete di aree protette, costituite da alcuni grandi parchi nazionali (Parco nazionale d'Abruzzo, Lazio e Molise; Parco nazionale dei Monti Sibillini; Parco nazionale della Majella; Parco nazionale del Gran Sasso e Monti della Laga; Parco nazionale del Circeo; Parco nazionale delle Foreste Casentinesi, Monte Falterona e Campigna; Parco nazionale del Gargano) e da un gran numero di aree protette (parchi regionali e riserve) che si estendono lungo tutto l'Appennino.